# Кріс Райт (плавець)
Кріс Райт (англ. Chris Wright; 7 травня 1988) — австралійський плавець.
Учасник Олімпійських Ігор 2012 року.